# Бајка над бајкама
„Бајка над бајкама” је роман епске фантастике првобитно објављен као трилогија, који је написао Ненад Гајић, српски прозни писац, аутор Словенске митологије (2011), најтиражније књиге енциклопедијског типа на српском језику.
Након дугогодишњег истраживања општесловенских митова, преточених у поменути лексикон, објављена је књига Сенка у тами, почетак трилогије Бајка над бајкама према мотивима епских бајки и песама на којима су одрастале генерације. Први део серијала изашао је у издању Лагуне 2013. године. Од истог издавача уследили су и сви наставци: Два цара 2016. године и Трећа ноћ 2020. године. Све три књиге изазивају велику пажњу и штампају се у преко 15 издања, а издавач објављује Бајку над бајкама и као комплет у украсној кутији и као обједињено Комплетно издање са мапом у боји (на слици), штампано ћирилицом (док су три појединачне књиге штампане латиницом). Обједињено комплетно издање, први пут најављено у марту 2021. године, одмах по изласку постаје шест недеља најчитанија епско-фантастична авантура у региону, а на врхове Лагуна и Делфи топ-листа пење се још два пута, проводећи тамо око три месеца до марта 2022. Читаоци у првим данима шаљу фотографије излога из свих градова, а касније слике својих примерака књиге за албум са преко 250 читалачких фотографија. У децембру 2021. најављене су 4 аудио-књиге и 96 е-епизода којима ће сва обимнија дела Ненада Гајића бити објављена и у електронском облику; прва аудио-књига излази 4. марта 2022.
Посвета ове књиге је проширена, па осим дела који носи Сенка у тами, садржи и реченицу за коју писац каже да „добро описује шта вас чека на пространству између корица”. Као и сви цитати у оквиру његових дела, ово је измењени, вероватно лични превод оригинала:
„Ниједно дрво, кажу, не може расти до неба, ако му корени не досегну најмрачније дубине.”
 – К. Г. Јунг (Аион)
За појединачне књиге овог комплетног обједињеног романа постоје и засебне филмске презентације, тј. видео-трејлери који се могу погледати овде (за књигу Сенка у тами), овде (дужи видео за књигу Два цара), овде (краћи видео за књигу Два цара), и овде (за књигу Трећа ноћ и целу трилогију у украсној кутији).
Овај чланак је првенствено о обједињеном једнотомном издању од 20. августа 2021. године, док се више о појединачним књигама трилогије може сазнати у засебним чланцима.

## Радња
Бајка над бајкама почиње онога дана када се једна девојчица, по имену Сенка, са псом враћа из шуме и затиче цео свој мали свет у пламену. Ватра која пред њеним очима гута све што познаје, укључујући и њену породицу, биће последње што ће видети, јер бива ослепљена од змије чуваркуће (митско биће из словенске митологије, заштитница које живи испод прага сваке куће). Име Сенка и чињеница да остаје слепа претпостављена су игра речи у наслову Сенка у тами, као што наслов Два цара даје и редни број књиге и наглашава сукобљене владаре, а Трећа ноћ се односи и на трећу књигу серијала, али и на тужну ноћ у којој су три суђаје, митска бића, одредиле тежак живот и насилну смрт девојчице Сенке, злу судбину коју јунаци романа покушавају да промене.
Док пожар још траје, Сенка је приморана да бежи, слепа и очајна, од неописиве хладноће која се приближава. Невољно увучена у сукоб тајанствених сила које се надмећу око судбине света, она у остатку књиге постепено открива свој пут и сврху и сазнаје да није сама – ни споља, али ни изнутра, јер сазнаје да носи још једно древно присуство у себи. Изузетне личности окупљању се око ње, једна за другом, у низу опасних сусрета. Многе од тих личности познате су нам из српске народне епике, а постојећа дела ових ликова се суптилно уклапају у нова, описана у књизи, градећи много већу позадинску причу, у тој мери да постаје тешко разабрати шта је оригинално, а шта препричано. Борећи се да преживе, ови читаоцу понекад познати сапутници постају и неочекивани пријатељи док се заједно труде да разумеју догађаје који се брзо развијају. И док се небо и земља мењају пред њима, та загонетна група луталица открива да њихове скривене моћи сежу даље од способности обичних смртника, моћи које ће морати да прихвате док се древне силе из дубине времена буде и прете да прекрију све. Без откривања детаља, вреди навести да се у књизи јављају вештице, вампири, вукодлаци, змајеви, виле, псоглави и многа друга бића словенске митологије.
На корицама књиге пише: Комплетно издање са мапом у боји. Живописни свет митских бића и заборављених градова. Јунаци којима као да управљају древни словенски богови. Загонетне мапе и поруке. Мистерије, борбе и обрти. Вештице и змајеви, мудри говорници и вешти ратници. Велика бајка за све узрасте, необична и задивљујућа, којој ћете се често и радо враћати.